# Walburgswinden
Walburgswinden is een plaats in de Duitse gemeente Dietenhofen, deelstaat Beieren, en telt 2 inwoners.